# Bunga mas

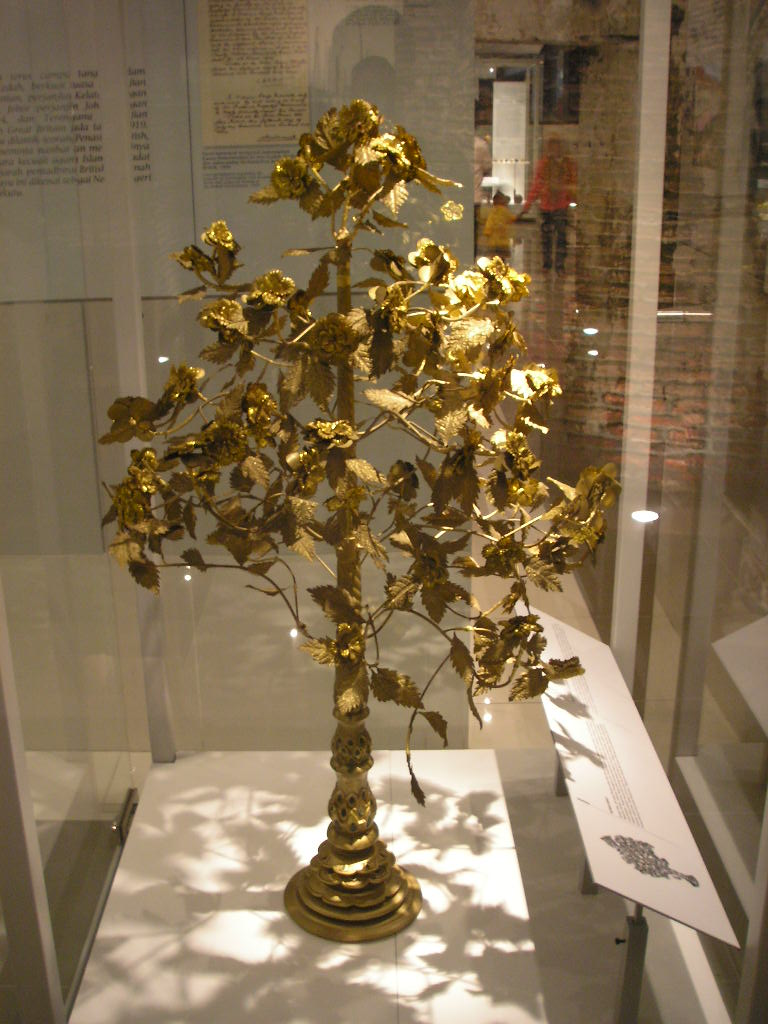
Un árbol de oro, parte del bunga mas para el Tribunal tailandés

El bunga mas dan perak (lit: «flores de oro y plata») abreviado a menudo como bunga mas (Jawi: بوڠا مس "golden flowers") fue un tributo enviado cada tres años al rey de Siam de sus estados vasallos en la Península de Malaca, en particular, Terengganu y Kelantan, Kedah el Reino de Patani. El tributo consistía en dos pequeños árboles de oro y plata además de costosos regalos de armas, mercancías y esclavos.
Hay varias razones para el establecimiento de la tradición y orígenes supuestos de:
- Reglas de Kedah del siglo XVII consideran que es un símbolo de amistad.
- Según una leyenda de Kedah, fue enviado un bunga mas como un juguete para un Príncipe tailandés.
- Los reyes tailandeses sostienen que es un reconocimiento de su soberanía.[1]

La práctica terminó en 1909, con el establecimiento del gobierno británico en la mayoría de los Estados Malayos del norte.